# 丘昌榮
丘昌榮（1972年10月30日—）為台灣的棒球選手，曾經效力於中華職棒誠泰COBRAS，守備位置為外野手。轉為教練職後，先後做過誠泰COBRAS、米迪亞暴龍、中信兄弟的打擊教練，並在2020擔綱中信兄弟一軍總教練。2021年12月10日，富邦悍將領隊林華韋宣布，2022年起，丘昌榮確定將作為該年度的總教練。

## 經歷
- 台北市士林國小少棒隊
- 台北市華興中學青少棒隊
- 台北市華興中學青棒隊
- 俊國建設棒球隊
- 陸光棒球隊
- 文化大學棒球隊（聲寶巨人）
- 聲寶巨人棒球隊
- 台灣大聯盟台中金剛（1997年－2002年）
- 中華職棒那魯灣太陽（2003年1月13－3月14日）
- 中華職棒誠泰太陽隊（2003年3月14日－2003年）
- 中華職棒誠泰Cobras（2004年～2007年10月22日）
- 中華職棒誠泰Cobras助理打擊教練（2007年10月22日－2008年12月31日）
- 中華職棒米迪亞暴龍打擊教練（2008年2月14日－10月23日）
- 台北縣成棒隊打擊教練（2009年4月3日－2010年12月）
- 新北市成棒隊打擊教練（2010年12月－2013年3月17日，2013年9月－2014年6月13日）
- 新北市成棒隊總教練（2008年3月17日－2008年8月）
- 愛爾達電視台球評
- 中華職棒中信兄弟打擊教練（2014年6月14日－2016年11月30日）
- 中華職棒中信兄弟一軍首席教練（2017年－2019年, 2021年）
- 中華職棒中信兄弟一軍總教練（2020年）
- 中華職棒富邦悍將一軍總教練（2022年－2023年)
- 中華職棒富邦悍將一軍首席教練（2024年)
- 中華職棒味全龍野手統籌教練（2025年－）

## 職棒生涯成績
| 年度   | 球隊       | 出賽 | 打數 | 安打 | 全壘打 | 打點 | 盜壘 | 四死 | 三振 | 壘打數 | 雙殺打 | 打擊率 |
| ------ | ---------- | ---- | ---- | ---- | ------ | ---- | ---- | ---- | ---- | ------ | ------ | ------ |
| 2003年 | 誠泰太陽   | 91   | 304  | 73   | 7      | 44   | 4    | 22   | 82   | 112    | 7      | 0.240  |
| 2004年 | 誠泰COBRAS | 80   | 191  | 47   | 5      | 24   | 2    | 14   | 65   | 70     | 2      | 0.246  |
| 2005年 | 誠泰COBRAS | 66   | 154  | 41   | 4      | 20   | 0    | 15   | 29   | 62     | 2      | 0.266  |
| 2006年 | 誠泰COBRAS | 81   | 241  | 55   | 5      | 29   | 0    | 23   | 54   | 82     | 4      | 0.228  |
| 2007年 | 誠泰COBRAS | 75   | 155  | 44   | 0      | 13   | 0    | 16   | 38   | 53     | 4      | 0.284  |
| 合計   | 5年        | 393  | 1045 | 260  | 21     | 130  | 6    | 90   | 268  | 379    | 19     | 0.249  |

### 總教練時期
| 年度 | 球隊     | 名次 | 出賽 | 勝場 | 和局 | 敗場 | 勝率  | 勝差 | 備註                             |
| ---- | -------- | ---- | ---- | ---- | ---- | ---- | ----- | ---- | -------------------------------- |
| 2018 | 中信兄弟 | -    | 1    | 0    | 0    | 1    | 0.000 | –    | 代理總教練                       |
| 2020 | 中信兄弟 | 1    | 120  | 67   | 2    | 51   | 0.568 | –    | 上半季冠軍                       |
| 2022 | 富邦悍將 | 5    | 118  | 46   | 4    | 68   | 0.404 | 24   | 因感染covid-19，由黃泰龍代理二場 |
| 2023 | 富邦悍將 | 5    | 120  | 48   | 5    | 67   | 0.417 | 14   |                                  |
| 合計 | 4年      |      | 359  | 161  | 11   | 187  | 0.463 |      |                                  |

## 外部連結
- 丘昌榮在台灣棒球維基館上的頁面（繁體中文）
- 球員資訊和成績在中華職棒官網（中文）

| 前任： 斯科特·伯納 | 中信兄弟總教練 2019年–2020年 | 繼任： 林威助 |
| 前任： 洪一中      | 富邦悍將總教練 2022年–2023年 | 繼任： 陳金鋒 |